# Agrostis collina
Agrostis collina é uma espécie de gramínea do gênero Agrostis, pertencente à família Poaceae.